# Erebiomima moderata
Erebiomima moderata là một loài ruồi trong họ Tachinidae.